# Foniátria
A foniátria a fül-, orr-, gégészet egyik szakterülete, amely a hangképző szervek rendellenességeivel, betegségeivel foglalkozik. Társtudománya a logopédia.

## A foniátria tárgya
Foné görög szó, jelentése hang. Iatrea: gyógyítok. A foniátria a hang gyógyítását jelenti. A tudományág sok területet ölel fel, beletartozik a beszéd és a nyelvi zavarok vizsgálata. Ehhez szorosan kötődik a gyerek és csecsemőkori hallászavarok diagnosztikája és kezelése, hiszen az egészséges hang kiejtéséhez és a beszéd kialakulásához az ép hallás elengedhetetlen. Az utóbbi években a foniátria tárgyköre kibővült a nyelészavarok kivizsgálásával és kezelésével is, hiszen a nyelés mechanizmusában ugyanazok az anatómiai régiók vesznek részt, mint a hangadásban: szájüreg, garat, nyelőcső, gége. Ezért a sokféle funkció közös értékelése, diagnosztikája és kezelése a foniáter szakorvos kezében kapcsolódik össze.
A foniátria egyes országokban önálló szakággá vált, hazánkban szorosan kapcsolódik a fül-orr-gégészethez, ún. ráépített szakvizsga keretében képezik ki a szakorvosokat a hangbetegségek kezelésére. A logopédia a foniátriához legközelebb álló társtudomány, a gyógypedagógia egyik speciális ága. Elsősorban a beszéd javításával, tanításával foglalkozik.
Az Európai Foniáterek Uniója 2000-ben a következőképpen fogalmazta meg a foniáter orvosok által elvárt ismereteket:
1. Részletes orvosi ismeretek a hangképzés,beszéd és nyelés egészséges és kóros anatómiájáról. A hallás neurofiziológiai elveinek ismerete.
2. Fel kell ismernie a következő kórképek hatását a hangképzésre:
veleszületett hangképzési zavarok, belső elválasztású mirigyek hatása a hangképzésre, a gége szervi betegségei, gégeműtétek után fellépő eltérések, szájpad hasadék miatt kialakuló beszédzavarok
3. Vizsgáló módszerek ismerete és alkalmazása: stroboscopia, spectográfia, hangterjedelem, hangmező mérés, hallóképesség vizsgálata.
hangbetegségek kezelése: gyógyszeres és műtéti kezelés, hangterápia és rehabilitáció, magatartási és pszichoterápiás módszerek.

## A foniátria nemzetközi története
A hangképzés zavarairól már az ókori tudósok is rendelkeztek ismeretekkel. Hippokratész (i. e. 460–377) már megfigyelte, hogy a gége sérülései után nem jön létre tiszta hang.
Arisztotelész (i. e. 384–322) leírta, hogy a hang magassága a nemmel, az életkorral és a gége változó nagyságával függ össze.
Galénosz (129–199) a gége anatómiáját és élettanát is tanulmányozta.
Leonardo da Vinci (1452–1519) elsőként már rajzban ábrázolta a hangképzés szerveit, a gégét, ajkakat, nyelvet és a légcsövet is.
Magyar úttörője is volt az emberi beszéd mechanizmusának kutatói között. Kempelen Farkas beszélőgépet alkotott.
A mai értelemben vett foniátria születése német javaslatra 1905-höz köthető. Ekkor írta meg első foniátriai témájú értekezését Hermann Gutzmann a beszédzavarokról, mint egyetemi klinikai tantárgyról a berlini Humbold Egyetemen. Ezután ezt, mint speciális orvosi szakágat bevezették az egyetemi oktatásba.

## A foniátria magyar története
A hangképzés és annak szerve, a gége vizsgálata az anatómiai leírások során már ismertté vált. De a működése közben a gégét vizsgálni csak az 1850-es években vált lehetővé. A saját gégéje működését élő emberben tükörkombináció és bevetített fény segítségével először Manuel Gracia énekes tudta vizsgálni. Egészséges és beteg gége vizsgálatára az általa bevezetett gégetükör segítségével Jan Nepomuk Czermák cseh fiziológus dolgozott ki módszert a pesti egyetemen, 1858-ban. Ez volt az első lépés a gégebetegségek diagnosztizálására és később a tükör segítségével az ún. indirekt kezelés felé is. Emiatt érzik úgy a magyar fül-orr-gégész orvosok, hogy ebben a korszakalkotó felfedezésben is a döntő rész magyar volt.
A 20. század elején dolgozott a hangképzési zavarok kutatása terén nemzetközi hírű Ónodi Adolf. A gége anatómiájával, az énekhang és énekművészet fiziológiájával is foglalkozott. A Lénárt Zoltán, majd Germán Tibor által vezetett Budapesti Egyetem Fül-orr-gégeklinikáján 1928-ban rendezték be az első önálló foniátriai ambulanciát. A foniátriai sebészet, a gégeszűkületek, a daganatok műtéti megoldásában Réthi Aurél a gégészet és a foniátria egyik legnagyobb hazai és nemzetközi egyéniségévé vált.
Időszakos szünet után az 1960-as évek elején kezdett a hang- és beszédterápia újra kibontakozni. Hirschberg Jenő professzor Seeman professzor Prágai Foniátriai Klinikáján tanulta meg a foniátria alapjait, majd a budapesti Heim Pál Gyermekkórházban megnyitotta az első gyermek foniátriai szakrendelést. Frint Tibor az HIETE Orvostovábbképző Intézetben 1962-ben alapított foniátriai ambulanciája a hazai foniáter képzés bázisa lett. A foniátria 1978-ban lett önálló orvosi szak, melyből a fül-orr-gégészeti szakvizsga után kétéves ráépített szakvizsgát lehetett tenni.
Az első magyar nyelvű foniátriai tankönyv is az ő nevükhöz fűződik (Dr. Frint Tibor – dr. Surján László: A hangképzés és zavarai. Beszédzavarok. 1968).
A szakma elismerését és további működését előrelendítette, hogy 1966-ban önálló egyesületté vált Magyar Fonetikai, Foniátriai és Logopédiai Társaság néven. Az egyesületben sok szakma képviseltette magát: orvos, gyógypedagógus, nyelvész, fonetikus, foniáter, audiológus, logopédus, pszichológus, nyelvész, akusztikus.
Napjainkban a Magyar Fül-, orr-, gége- és fej-nyaksebész Orvosok Egyesülete részeként működik a Gége Chirurgiai és Foniátriai szekciója. A szakma újraélesztésében és az Egyesület életébe való beillesztésében jelentős szerepe van Hacki Tamás professzornak, a Regensburgi Klinika vezetőjének.

## A beszéd és hangképzés
A beszéd nyelvi jelentéssel bíró akusztikai jel, de sokkal több információt is hordoz. Bonyolult koordinált fiziológiai működés hozza létre. A kialakult beszédhangrezgés objektíven, műszerekkel is vizsgálható. Az emberi beszéd akusztikai szerkezete függ a beszélőtől, a beszédhelyzettől és még azonos beszélőnél is jelentős különbségek észlelhetők. Alapvetően a beszédet három alap paraméterrel lehet jellemezni:
– hangnyomás a beszédhangerősségét jellemzi
– frekvencia a hangmagasságára jellemző
– időtartam a beszédsebesség, a ritmus jellemzője.
Az objektív vizsgálómódszerek mellett a beszédhangot jellemzi a hanglejtés (intonáció), a hangsúly, a beszédtempó, a beszédritmus, a hangerő és a hangszínezet.

## Hangképző rendszer
A hangképző szervek funkciója igen összetett, és a központi idegrendszer irányítása alatt áll. A hang mechanikai energiáját a tüdő állítja elő, a gégén átáramló levegő hozza rezgésbe a hangszalagokat. Az hang egyéni színezetét a rezonátor üregek hozzák létre: a szájüreg, ajkak, az orrmelléküregek, a gége feletti szövetek tágassága.
A légzés szerepe a hangképzésben döntő, elsősorban a tüdő állapotától, a légzési technikától, a légzés volumenétől függ.
A gége vázát porcok képezik, szalagok és lemezek bonyolult rendszere tartja össze. A pajzsporc lemezei alkotják a tartó vázat, a gyűrűporc a gégeváz alapján helyezkedik el. A gégefedő szerepe a hangrés védelme, étkezéskor, iváskor a táplálék ne tudjon a légcsőbe, tüdőbe jutni.
A hangképzés meghatározó szerve a két hangszalag, amely a pajzsporc és a gyűrűporcon elhelyezkedő 2 kis porc, a kannaporcok között feszül ki. A hangszalagokat több kis izom bonyolult együttes munkája mozgatja. Vannak a hangrést tágító és azt szűkítő izmok, melyek beidegzését a bolygóideg (nervus vagus) ágai szabályozzák.

## A gége vizsgálatának módszerei
A gége vizsgálatához a szakorvos a nyelvet kissé kihúzza, ezzel a nyelvgyök kiemelkedik, és a bevetített fénnyel fölé tartott tükörrel a gége állapota, mozgása megítélhető. Nehezíti a vizsgálatot, ha a betegnek erős a garatreflexe, a vizsgálat során az öklendezés megakadályozhatja a gége pontos megítélését. Ilyenkor segíthet egy kis felületi érzéstelenítés (pl. Lidocain spray), ami csökkenti a garatnyálkahártya érzékenységét.
Pontosabb képet nyerhetünk a gége állapotáról endoszkópos vizsgálattal, az endoszkópon vezetett fény közvetlenül a gégét éri, nagyobb a fényerő, és a beépített nagyító lencse a legkisebb részleteket is feltárja a vizsgáló előtt. Az endoszkóphoz kamera is csatlakoztatható, monitoron követhető a vizsgálat ill. rögzíthető is.
Könnyebben kezelhető a flexibilis nazo-faringo-laryngoszkóp, amely hajlékonysága folytán az orrüregen át bevezetve a garatról és a gégéről is pontosabb képet kaphatunk. Nagy előnye, hogy a gégét mozgása közben is megfigyelhetjük anélkül, hogy a nyelvet rögzítenénk.

## A hang vizsgálata
A hangszalagok gyors rezgését szemünk nem tudja követni. Ezen segít a stroboszkóp. A fényforrás által kibocsátott impulzus frekvenciáját mikrofon segítségével vizsgálják, szinkronizálják a hangszalag rezgésszámához. Ha a fényfelvillanás és a hangszalag frekvenciája azonos, a fény a hangszalagokat mindig ugyanabban a fázisban mutatja, mintha a mozgás lelassulna, állókép benyomását kelti. Így a legkisebb részletek is pontosan megfigyelhetők, és kamerarendszer segítségével regisztrálhatók és rögzíthetők. Olyan paraméterek jellemezhetik a hangszalagok mozgását, mint a rezgési amplitúdó, széléli eltolódás, zárási fázis, időbeli és térbeli aszimmetria. Döntő lehet a diagnózis szempontjából a fonációs rezgés vagy mozdulatlanság is.
Jellemző lehet a betegségek megállapításában a hangerőfokozás képessége, a hangtartás hosszúsága, a hangterjedelem csökkenése is.
A vizsgálat során a vizsgált személynek standard szöveget kell felolvasnia. A felvétel értékelésekor a beszédhangfekvést, domináns hangintenzitást és beszédhangterjedelmet elemeznek hangmező vizsgálattal.

## Kóros hangképzés – rekedtség
Ha a hangszalagok rezgése szabálytalan vagy a záródásuk elégtelen, a keletkező hang nem lesz tiszta, zörejeket, eltérő hangszínt vagy suttogást eredményez. A hang eltérésének értékelését ún. szubjektív rekedtségi skálákkal próbálják objektívebbé tenni. A diszfónia súlyossági index kérdőíves módszerrel a beteg a saját érzéseit értékeli a kezelés előtt és utána.
Vizsgálják a hang terhelhetőségét is, ami főleg a profi hanghasználóknál – énekesek, tanárok, színészek – esetében lehet jelentős. Ezért fontos az ilyen munkakörben dolgozók alkalmassági vizsgálata az életpálya kialakítása előtt.

## A rekedtség kezelési lehetőségei
Az első fül-orr-gégészeti szakorvosi vizsgálat célja a szervi betegségek kizárása. Hangszalagpolip, ún. Reinke-ödéma, hangszalagbénulás esetén elsősorban az okot kell kideríteni és kezelni. A fonochirurgia altatásban mikroszkóp alatt végzett nagyon pontos műtéti beavatkozás, mely a hangszalagok simaságát, akadálytalan záródását eredményezi.
Ha a szervi ok kizárható, akkor a hangképzés hibáit kell kijavítani. Elsősorban hangterápiás gyakorlatokra van szükség, amely a beteg együttműködését nagy mértékben igényli. Eredményes kezelés csak akkor lehetséges, ha a beteg a feladott feladatokat otthon kellő rendszerességgel végzi (mintha edzést végezne valamilyen sportban). Kiegészítő kezelésként fizioterápiás kezelés, gyógyszeres kezelés is szóba jön. Sokszor van szükség pszichológus támogatására is, és a relaxációs kezelés, gyógytorna is sokat javíthat a terápia eredményén.